# Maxim Polischuk
Maxim Polischuk (em ucraniano:  Максим Поліщук; Jitomir, 15 de junho de 1984) é um ex-ciclista amador ucraniano. Polischuk representou sua nação nos Jogos Olímpicos de Verão de 2008 na prova de perseguição por equipes, em Pequim.